# ディック・ハウザー
リチャード・ダルトン・ハウザー（Richard Dalton Howser、1936年5月14日 - 1987年6月17日）はMLBで活躍した野球選手、監督。
選手としては内野手（遊撃手）。右投右打。のち監督としてもカンザスシティ・ロイヤルズを率いて1985年にワールドシリーズ優勝を果たす。アメリカ合衆国・フロリダ州マイアミ出身。

## 人物・来歴
フロリダ州立大学では、遊撃手として2度全米大学選抜チームに選ばれる。カンザスシティ・アスレチックス（1968年にオークランドに移転）に入団し、1961年には新人ながら158試合に出場して打率.280、37盗塁、108得点を記録。新人王投票でも次点につけ、オールスターにも出場した。
だが、以後レギュラーとして起用されたのはクリーブランド・インディアンス移籍後の1964年のみ。この年は全162試合に出場し、打率.256、39盗塁、101得点であった。
1967年にニューヨーク・ヤンキースに移籍し、1968年限りで現役を引退した。
引退後、翌1969年にはすぐにヤンキースのコーチに抜擢され、1978年まで務める。
この間、2回のワールドシリーズ制覇にも貢献。1978年にはビリー・マーチン解任（1回目）後、1試合だけ代理監督を務めている。
1979年は母校フロリダ州立大のヘッドコーチを務める。
1980年にヤンキースの監督に就任。いきなりこの年103勝をあげ、地区優勝を果たすが、ア・リーグチャンピオンシップシリーズでカンザスシティ・ロイヤルズに敗れる。ヤンキースの監督としては、ジョージ・スタインブレナーの干渉を拒否することに成功した数少ない監督の1人であった。
リーグチャンピオンシップシリーズ第2戦で三塁ベースコーチマイク・ファレーロが判断ミス。
1点リードを許している8回表ヤンキースの攻撃で、一塁走者ウィリー・ランドルフが打者ボブ・ワトソンの二塁打で、ファレーロの指示で本塁に突っ込み、タッチアウト。スタインブレナーは激怒し、ファレーロの即時解任を言い渡したが、ハウザーが拒絶。すると、このシリーズの敗退後に、ハウザーを解任した。
翌1981年はヤンキースのスカウトを務めていたが、8月31日に今度は前年のチャンピオンシップシリーズで敗れたロイヤルズの監督に就任。50日間に及ぶストライキでシーズンが中断、二分されたこの年は後期優勝を果たすがディビジョンシリーズでオークランド・アスレチックスに敗れる。
1982年と1983年はいずれも2位に終わったが、1984年に地区優勝。
しかしリーグチャンピオンシップシリーズではデトロイト・タイガースに敗れる。
そして迎えた1985年、91勝71敗の成績で地区優勝を収める。この年から7回戦制となったリーグチャンピオンシップシリーズでは、トロント・ブルージェイズに1勝3敗と追い込まれるが、そこから3連勝してワールドシリーズ進出を果たす。
セントルイス・カージナルスとのワールドシリーズでも、1勝3敗の窮地に追い込まれるが、そこから3連勝してチームを初のワールドチャンピオンに導く。
1986年は、指揮を執るオールスターまでは40勝48敗。アストロドームで行われたオールスターではア・リーグを3-2の勝利に導いた。しかし、試合前から体調不良を感じていて、翌日脳腫瘍の診断を受け入院。手術を受け、残り試合は三塁コーチのマイク・ファレーロが指揮を執ることとなった。
1987年のスプリング・トレーニング（日本でいう春季キャンプに相当）には復帰したが、2月下旬の診断でがんへの転移が見つかり、監督を辞任。ビリー・ガードナーが後任監督となったが、次のオールスターを見ることなく6月17日にカンザスシティで死去。51歳没。亡骸は故郷フロリダに葬られた。ロイヤルズは半旗を掲げ、選手・関係者は亡き監督に黙祷を捧げた。

ハウザーのロイヤルズ在籍時の背番号「10」。
カンザスシティ・ロイヤルズの永久欠番に1987年指定。

同年7月3日、ハウザーの背番号『10』はロイヤルズ初の永久欠番に指定された。また、大学野球の最優秀選手に贈られる賞が「ディック・ハウザー・トロフィー」と名付けられ、母校フロリダ州立大も球場名にハウザーの名を冠し、ブロンズの胸像を設置して、故人の業績を称えている。

## 詳細情報

### 年度別打撃成績
| 年 度    | 球 団    | 試 合 | 打 席 | 打 数 | 得 点 | 安 打 | 二 塁 打 | 三 塁 打 | 本 塁 打 | 塁 打 | 打 点 | 盗 塁 | 盗 塁 死 | 犠 打 | 犠 飛 | 四 球 | 敬 遠 | 死 球 | 三 振 | 併 殺 打 | 打 率 | 出 塁 率 | 長 打 率 | O P S |
| -------- | -------- | ----- | ----- | ----- | ----- | ----- | -------- | -------- | -------- | ----- | ----- | ----- | -------- | ----- | ----- | ----- | ----- | ----- | ----- | -------- | ----- | -------- | -------- | ----- |
| 1961     | KCA      | 158   | 719   | 611   | 108   | 171   | 29       | 6        | 3        | 221   | 45    | 37    | 9        | 8     | 3     | 92    | 0     | 5     | 38    | 8        | .280  | .377     | .362     | .739  |
| 1962     | KCA      | 83    | 337   | 286   | 53    | 68    | 8        | 3        | 6        | 100   | 34    | 19    | 2        | 9     | 3     | 38    | 0     | 1     | 8     | 5        | .238  | .326     | .350     | .676  |
| 1963     | KCA      | 15    | 49    | 41    | 4     | 8     | 0        | 0        | 0        | 8     | 1     | 0     | 0        | 1     | 0     | 7     | 1     | 0     | 3     | 0        | .195  | .313     | .195     | .508  |
| 1963     | CLE      | 49    | 190   | 162   | 25    | 40    | 5        | 0        | 1        | 48    | 10    | 9     | 3        | 4     | 2     | 22    | 0     | 0     | 18    | 5        | .247  | .333     | .296     | .630  |
| '63計    | CLE      | 64    | 239   | 203   | 29    | 48    | 5        | 0        | 1        | 56    | 11    | 9     | 3        | 5     | 2     | 29    | 1     | 0     | 21    | 5        | .236  | .329     | .276     | .605  |
| 1964     | CLE      | 162   | 736   | 637   | 101   | 163   | 23       | 4        | 3        | 203   | 52    | 20    | 7        | 16    | 4     | 76    | 1     | 2     | 39    | 12       | .256  | .335     | .319     | .654  |
| 1965     | CLE      | 107   | 377   | 307   | 47    | 72    | 8        | 2        | 1        | 87    | 6     | 17    | 4        | 10    | 2     | 57    | 0     | 1     | 25    | 5        | .235  | .354     | .283     | .638  |
| 1966     | CLE      | 67    | 161   | 140   | 18    | 32    | 9        | 1        | 2        | 86    | 4     | 2     | 4        | 4     | 2     | 15    | 0     | 0     | 23    | 4        | .229  | .299     | .350     | .649  |
| 1967     | NYY      | 63    | 179   | 149   | 18    | 40    | 6        | 0        | 0        | 46    | 10    | 1     | 4        | 3     | 0     | 25    | 0     | 2     | 15    | 0        | .268  | .381     | .309     | .689  |
| 1968     | NYY      | 85    | 189   | 150   | 24    | 23    | 2        | 1        | 0        | 27    | 3     | 0     | 1        | 3     | 0     | 35    | 0     | 4     | 17    | 4        | .153  | .321     | .180     | .501  |
| MLB：8年 | MLB：8年 | 789   | 2937  | 2483  | 398   | 617   | 90       | 17       | 16       | 789   | 165   | 105   | 34       | 58    | 16    | 367   | 2     | 13    | 186   | 43       | .248  | .346     | .318     | .664  |

- 各年度の太字はリーグ最高

### 監督成績（代理を含む）
| 年度 | チーム | 地区 | 年齢 | 試合 | 勝利 | 敗戦 | 勝率 | 順位  | 備考                 |
| ---- | ------ | ---- | ---- | ---- | ---- | ---- | ---- | ----- | -------------------- |
| 1978 | NYY    | AL東 | 42   | 1    | 0    | 1    | .000 | 1 / 7 | 1試合のみの代理監督  |
| 1980 | NYY    | AL東 | 44   | 162  | 103  | 59   | .636 | 1 / 7 | 地区優勝             |
| 1981 | KC     | AL西 | 45   | 33   | 20   | 13   | .606 | ※     | 後期優勝             |
| 1982 | KC     | AL西 | 46   | 162  | 90   | 72   | .556 | 2 / 7 |                      |
| 1983 | KC     | AL西 | 47   | 162  | 79   | 83   | .488 | 2 / 7 |                      |
| 1984 | KC     | AL西 | 48   | 162  | 84   | 78   | .519 | 1 / 7 | 地区優勝             |
| 1985 | KC     | AL西 | 49   | 162  | 91   | 71   | .562 | 1 / 7 | ワールドシリーズ優勝 |
| 1986 | KC     | AL西 | 50   | 88   | 40   | 48   | .455 | 3 / 7 | 順位は最終順位       |
| 通算 |        |      |      | 933  | 507  | 425  | .544 |       |                      |

※ストライキにより前後期制